# Автошлях Т 1001
Автошлях Т 1001 — автомобільний шлях територіального значення в Київській області. Проходить територією Бучанського району. Загальна довжина — 12,4 км.
Проходить через село Забуччя.